# Villard noir
Le villard noir est un cépage de raisins noirs.

## Origine et répartition géographique
Le villard noir est une obtention de Seyve-Villard en croisant Chancellor x Seibel 6905 dans les installations de Saint Vallier dans le département Drôme.
Le Hybride producteur direct est toujours autorisé en France mais la superficie cultivée est en nette régression passant de 30.375 hectares en 1968 à 3 .245 hectares en 1998 et 601 hectares en 2004. Le cépage fait partie de la liste des classements de cépages pour la production de vin suivant l’Article 20 du règlement (CE) n° 1227/200.
Des petites plantations sont connues aux États-Unis, au Brésil et au Japon.

## Aptitudes culturales
La maturité est de première époque tardive: 5 - 6 jours après le chasselas.

## Potentiel technologique
Les grappes sont moyennes et les baies sont de taille moyenne. La grappe est cylindro-conique et compacte. Le cépage craint le la pourriture grise et l'oïdium et il résistant au mildiou. Le goût de la chair juteuse est assez herbacé.
Le vin rouge est bien coloré et alcoolique mais astringent.

## Synonymes
Le villard noir est connu sous les noms Seyve-Villard 18-315 , Seyve-Villard 18315, SV 18-315 et Willard Noir